# Code de la route (Monaco)
Le Code de la route est un code juridique regroupant des règles relatives à l'usage des voies, ouvertes à la circulation publique, actuellement en vigueur dans la principauté de Monaco. Il est introduit en 1957.

## Histoire
Au XXe siècle, la circulation automobile est réglementé dans la principauté par l'ordonnance souveraine du 1er décembre 1928. Elle est plusieurs fois modifiée par les ordonnances du 29 janvier 1930, du 7 juillet 1932, du 15 mars 1934, du 30 mars 1934, du 13 juillet 1934, du 19 décembre 1937 et du 30 novembre 1950. La Police de la circulation routière, dite Code de la route, est introduite par ordonnance du 17 décembre 1957 sous Rainier III.

## Structure actuelle
| Hiérarchie | Subdivision            | Intitulé | Articles         |
| ---------- | ---------------------- | --- | ---------------- |
| 1          | Titre I                | Dispositions générales relatives à la circulation                                                                          | 2 - 46           |
| 1.1        | Paragraphe 1           | Conduite des véhicules et des animaux                                                                                      | 2 - 9            |
| 1.2        | Paragraphe 2           | Vitesse | 10 - 11          |
| 1.3        | Paragraphe 3           | Croisements et dépassements                                                                                                | 12 - 20          |
| 1.4        | Paragraphe 4           | Intersection de routes. Priorité de passage                                                                                | 21 - 25          |
| 1.5        | Paragraphe 5           | Emploi des avertisseurs | 26 - 30          |
| 1.6        | Paragraphe 6           | Stationnement | 31 - 34          |
| 1.7        | Paragraphe 7           | Éclairage et signalisation des véhicules                                                                                   | 35 - 37          |
| 1.8        | Paragraphe 8           | Usage des voies à circulation spécialisée                                                                                  | 38               |
| 1.9        | Paragraphe 9           | Signalisation | 39               |
| 1.10       | Paragraphe 10          | Passage des ponts | 40               |
| 1.11       | Paragraphe 11          | Circulation d'ensemble de véhicules comprenant une ou plusieurs remorques                                                  | 41               |
| 1.12       | Paragraphe 12          | Transports exceptionnels                                                                                                   | 42 - 45          |
| 1.13       | Paragraphe 13          | Courses et épreuves sportives                                                                                              | 46               |
| 2          | Titre II               | Dispositions spéciales applicables aux véhicules automobiles et aux ensembles de véhicules                                 | 47 - 130         |
| 2.1        | Chapitre I             | Règles techniques | 47 - 97          |
| 2.1.1      | Paragraphe 1           | Poids et bandages | 47 - 53          |
| 2.1.2      | Paragraphe 2           | Gabarit des véhicules | 54 - 56          |
| 2.1.3      | Paragraphe 3           | Dimensions du chargement                                                                                                   | 57 - 60          |
| 2.1.4      | Paragraphe 4           | Organes moteurs | 61 - 63          |
| 2.1.5      | Paragraphe 5           | Organes de manœuvre, de direction et de visibilité et appareils de contrôle de la vitesse                                  | 64 - 70          |
| 2.1.6      | Paragraphe 6           | Freinage | 71 - 73          |
| 2.1.7      | Paragraphe 7           | Éclairage et signalisation                                                                                                 | 74 - 85          |
| 2.1.8      | Paragraphe 8           | Signaux d'avertissement | 86 - 88          |
| 2.1.9      | Paragraphe 9           | Plaques et inscriptions | 89 - 94          |
| 2.1.10     | Paragraphe 10          | Conditions d'attelage des remorques et semi-remorques                                                                      | 95               |
| 2.1.11     | Paragraphe 11          | Aménagement des véhicules automobiles et remorqués, et notamment des véhicules de transport en commun de personnes         | 96 - 97          |
| 2.2        | Chapitre II            | Règles administratives | 98 - 130         |
| 2.2.1      | Paragraphe 1           | Réception | 98 - 100         |
| 2.2.2      | Paragraphe 2           | Immatriculation | 101 - 110 bis    |
| 2.2.3      | Paragraphe 2 bis       | Des véhicules accidentés économiquement irréparables                                                                       | 110-1 - 110-4    |
| 2.2.4      | Paragraphe 3           | Visites techniques des véhicules                                                                                           | 111 - 115        |
| 2.2.5      | Paragraphe 4           | Permis de conduire - Conditions de délivrance et de validité                                                               | 116 - 122        |
| 2.2.6      | Paragraphe 5           | Permis de conduire. - Conditions de suspension et de retrait                                                               | 123 - 129        |
| 2.2.7      | Paragraphe 6           | Contrôle de la circulation                                                                                                 | 130              |
| 3          | Titre III              | Dispositions spéciales applicables aux matériels de travaux publics et à certains engins spéciaux                          | 131 - 152        |
| 3.1        | Paragraphe 1           | Définitions | 131 - 132        |
| 3.2        | Paragraphe 2           | Gabarit | 133 - 134        |
| 3.3        | Paragraphe 3           | Dimensions du chargement                                                                                                   | 135              |
| 3.4        | Paragraphe 4           | Organe moteur | 136              |
| 3.5        | Paragraphe 5           | Organes de manœuvre, de direction et de visibilité                                                                         | 137              |
| 3.6        | Paragraphe 6           | Freinage | 138              |
| 3.7        | Paragraphe 7           | Éclairage et signalisation                                                                                                 | 139 - 143        |
| 3.8        | Paragraphe 8           | Signaux d'avertissement | 144              |
| 3.9        | Paragraphe 9           | Plaques et inscriptions | 145 - 146        |
| 3.10       | Paragraphe 10          | Conditions d'attelage des remorques                                                                                        | 147              |
| 3.11       | Paragraphe 11          | Vitesse | 148              |
| 3.12       | Paragraphe 12 ancien   | Réception | 149              |
| 3.13       | Paragraphe 13          | Visites techniques | 150              |
| 3.14       | Paragraphe 14          | Immatriculation | 151              |
| 3.15       | Paragraphe 12          | Engins spéciaux | 152              |
| 4          | Titre IV               | Dispositions spéciales applicables aux motocyclettes, vélomoteurs, tricycles et quadricycles à moteur et à leurs remorques | 153 - 171        |
| 4.1        | Paragraphe 1           | Définitions | 153              |
| 4.2        | Paragraphe 2           | Bandages | 154              |
| 4.3        | Paragraphe 3           | Dimensions du chargement                                                                                                   | 155              |
| 4.4        | Paragraphe 4           | Organes moteurs | 156              |
| 4.5        | Paragraphe 5           | Organes de manœuvre, de direction et de visibilité et appareils de contrôle de la vitesse                                  | 157              |
| 4.6        | Paragraphe 6           | Freinage | 158              |
| 4.7        | Paragraphe 7           | Éclairage et signalisation                                                                                                 | 159 - 163        |
| 4.7.1      |                        | Stationnement | 160              |
| 4.7.2      |                        | Dispositif réfléchissant                                                                                                   | 161 - 163        |
| 4.8        | Paragraphe 8           | Signaux d'avertissement | 164 - 165        |
| 4.9        | Paragraphe 9           | Plaques et inscriptions | 166 - 167        |
| 4.10       | Paragraphe 10          | Réception | 168              |
| 4.11       | Paragraphe 11          | Équipements du conducteur                                                                                                  | 169              |
| 4.12       | Paragraphe 12          | Permis de conduire | 170              |
| 4.13       | Paragraphe 13          | Contrôle de la circulation                                                                                                 | 171              |
| 5          | Titre V                | Dispositions spéciales applicables aux cycles et aux cyclomoteurs et à leurs remorques                                     | 172 - 182 bis    |
| 5.1        | Paragraphe 1           | Règles relatives à la circulation routière spéciales aux cyclistes et aux conducteurs de cyclomoteurs                      | 173 - 175        |
| 5.2        | Paragraphe 1 bis       | Bandages | 175 bis          |
| 5.3        | Paragraphe 1 ter       | Dimensions du chargement                                                                                                   | 175 ter          |
| 5.4        | Paragraphe 1 quater    | Organes moteurs | 175 quater       |
| 5.5        | Paragraphe 1 quinquies | Organes de manœuvres, de direction et de visibilité et appareil de contrôle de vitesse                                     | 175 quinquies    |
| 5.6        | Paragraphe 2           | Freinage | 176              |
| 5.7        | Paragraphe 3           | Éclairage | 177 - 179        |
| 5.8        | Paragraphe 4           | Signaux d'avertissement | 180              |
| 5.9        | Paragraphe 5           | Plaques | 181              |
| 5.10       | Paragraphe 6           | Réception des cyclomoteurs                                                                                                 | 182              |
| 5.11       | Paragraphe 7           | Équipements du conducteur                                                                                                  | 182 bis          |
| 6          | Titre V bis            | Dispositions spéciales applicables aux engins de déplacement personnel                                                     | 182-1 - 182-15   |
| 6.1        | Paragraphe 1           | Règles relatives à la circulation routière des engins de déplacement personnel                                             | 182-4 - 182-7    |
| 6.2        | Paragraphe 2           | Bandages | 182-8            |
| 6.3        | Paragraphe 3           | Chargement | 182-9            |
| 6.4        | Paragraphe 4           | Organes de visibilité | 182-10           |
| 6.5        | Paragraphe 5           | Freinage | 182-11           |
| 6.6        | Paragraphe 6           | Éclairage | 182-12           |
| 6.7        | Paragraphe 7           | Signaux d'avertissement | 182-13           |
| 6.8        | Paragraphe 8           | Équipements du conducteur                                                                                                  | 182-14 - 182-15  |
| 7          | Titre VI               | Dispositions spéciales applicables aux véhicules à traction animale et aux voitures à bras                                 | 183 - 198        |
| 7.1        | Paragraphe 1           | Nombre d'animaux d'un attelage                                                                                             | 183 - 185        |
| 7.2        | Paragraphe 2           | Groupement de véhicules | 186 - 190        |
| 7.3        | Paragraphe 3           | Bandages | 191 - 192        |
| 7.4        | Paragraphe 4           | Gabarit | 193              |
| 7.5        | Paragraphe 5           | Dimensions du chargement                                                                                                   | 194              |
| 7.6        | Paragraphe 6           | Freinage | 195              |
| 7.7        | Paragraphe 7           | Éclairage et signalisation                                                                                                 | 196 - 198        |
| 8          | Titre VII              | Dispositions spéciales applicables aux piétons et aux conducteurs d'animaux non attelés                                    | 199 - 205        |
| 8.1        | Paragraphe 1           | Piétons | 199 - 202        |
| 8.2        | Paragraphe 2           | Troupeaux ou animaux isolés ou en groupe                                                                                   | 203 - 205        |
| 9          | Titre VII bis          | Dispositions spéciales applicables à la circulation de véhicules à délégation de conduite sur les voies publiques          | 205-1 - 205-16   |
| 10         | Titre VIII             | Dispositions diverses | 206 - 209        |
| 10.1       | Paragraphe 1           | Pouvoirs du Ministre d'État                                                                                                | 206              |
| 10.2       | Paragraphe 2           | Infractions à la présente ordonnance                                                                                       | 207 - 207 quater |
| 10.3       | Paragraphe 3           | Exception aux dispositions de la présente ordonnance                                                                       | 208              |
| 10.4       | Paragraphe 4           | Textes abrogés | 209              |